# Bankinspektionen
Bankinspektionen var en svensk statlig myndighet som existerade åren 1907–1991 och som 1919–1962 hade namnet Bank- och fondinspektionen. Bankinspektionen utövade tillsyn över banker i Sverige. Myndighetens verksamhet övertogs 1991 av Finansinspektionen.

## Historik
Under Karl X Gustavs regeringstid inrättades 1659 en tjänst som banköverinspektör för att övervaka av Stockholm Banco, som var Sveriges första affärsbank, öppnad 1657. 1840 övertogs tillsynen av bankerna av Finansdepartementet, som  på 1860-talet började offentliggöra månatliga översikter av bankernas ställning. 1868 infördes ett biträde till finansministern för tillsyn av de enskilda bankerna, och 1876 infördes titeln bankinspektör för denna befattning.
Bankinspektionen bildades som ett eget ämbetsverk 1907 med uppdrag att sköta tillsynen över affärsbankerna, med anledning av att Sverige några år tidigare upplevt en bankkris. Bankinspektionen övertog 1911 ansvaret för den lokala banktillsynen, som tidigare legat på länsstyrelserna. Myndighetens verksamhet breddades 1919, då den även fick ansvar för tillsynen av fondhandeln och fondbörsväsendet och då bytte namn till Bank- och fondinspektionen.
I mitten av 1930-talet fick Bank- och fondinspektionen ansvaret för tillsynen över jordbrukets kreditkassor och 1946 ansvaret för tillsyn av kreditaktiebolagen. 1956 blev inspektionen registreringsmyndighet för bankaktiebolagen. Bank- och fondinspektionen slogs 1962 ihop med Sparbanksinspektionen, som inrättats 1929 i samband med att en lag om sparbanker tillkommit. Den sammanslagna myndigheten återtog det tidigare namnet Bankinspektionen. 1969 blev den ansvarig registreringsmyndighet för jordbrukets kreditkassor. 1970 fick myndigheten även ansvaret för postbanken samt stads- och landshypoteksinrättningarna, 1971 fick den tillsynsanvar för Värdepapperscentralen VPC Aktiebolag och 1980 för finansbolagen.
Bankinspektionen hade vid sin nedläggning översyn över hela det svenska bankväsendet. Den såg därmed till att svenska lagar och förordningar följdes inom det svenska bankväsendet. Bankinspektionen slogs 1991 samman med Försäkringsinspektionen och bildade Finansinspektionen.

## Lista över chefer
Bankinspektörer och chefer för Kungliga bankinspektionen
- 1906–1913: Robert Benckert
- 1913–1920: Folke von Krusenstjerna

Bankinspektörer och chefer för Bank- och fondinspektionen
- 1920–1937: Folke von Krusenstjerna
- 1937–1944: Sven Jakob Lindeberg
- 1945–1948: Albert Tondén
- 1948–1962: Kurt Wulff

Generaldirektörer och chefer för Bankinspektionen
- 1962–1971: Kurt Wulff
- 1971–1986: Sten Walberg
- 1986–1990: Hans Löwbeer
- 1990–1991: Anders Sahlén